# Dębowiec (Beskid Śląski)
Dębowiec (536 m n.p.m.) – szczyt w Paśmie Klimczoka i Szyndzielni w Beskidzie Śląskim. Jest to niewybitne wzniesienie w grzbiecie, który ciągnie się na północ od Szyndzielni przez Dylówki i Cybernioka, obniżając się nad Olszówkę Górną. Zbocza miejscami porośnięte czysto bukowymi drzewostanami, jednymi z najładniejszych w Beskidzie Śląskim.

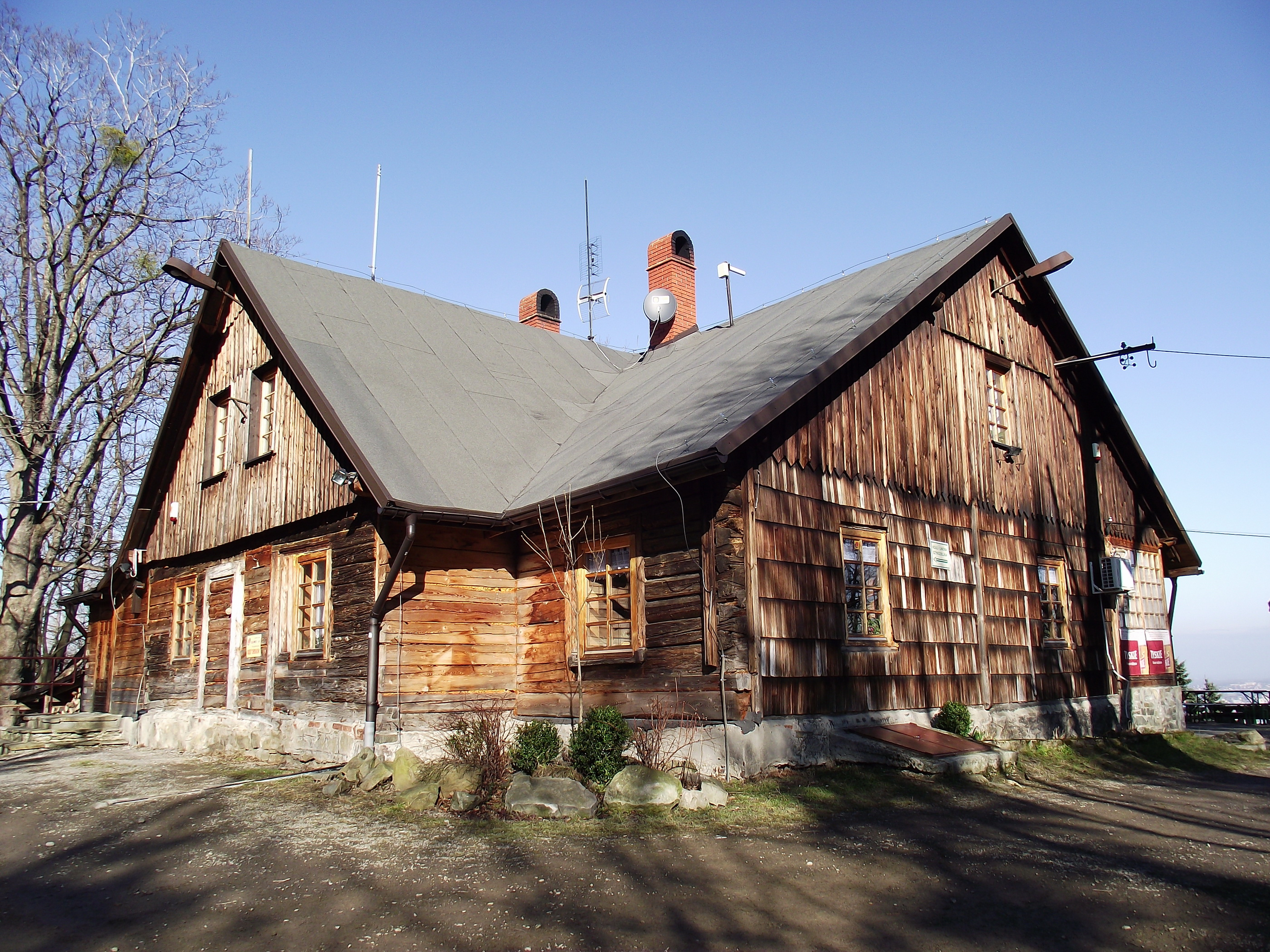
Schronisko turystyczne na Dębowcu

Z polany pod Dębowcem (ok. 475 m, na wschód od szczytu) roztacza się panorama na Bielsko-Białą i Magurkę Wilkowicką. Na górnym skraju polany znajduje się schronisko turystyczne, jedno z najstarszych w polskich Beskidach. Budynek jest starszy niż schroniska na Szyndzielni, ale tamten obiekt od początku służył jako schronisko, natomiast na Dębowcu funkcjonowała początkowo gospoda dla turystów, później przekwalifikowana na schronisko. W chwili obecnej budynek nie oferuje już noclegów, jest to „Gospoda Dębowiec”. Poniżej schroniska na środku polany księża pallotyni zbudowali kaplicę, w niedzielę w okresie letnim odprawiana jest msza przez księży z parafii pw. św. Andrzeja Boboli. W połowie polany w drewnianej chacie mieści się dyżurka GOPR. Przy schronisku znajduje się węzeł szlaków turystycznych na Szyndzielnię, Klimczok, Błatnią i do Bielska-Białej.
Do schroniska prowadzi wygodna droga, dlatego polana pod Dębowcem stanowi miejsce niedzielnych spacerów bielszczan. Szczyt leży w granicach administracyjnych miasta Bielsko-Biała. Od 2001 roku funkcjonuje tu rekreacyjny tor saneczkowy „Słoneczna polana pod Dębowcem” – jest to suchy tor saneczkowy o długości 410 metrów (3 tunele, 3 łuki pełne), wyciąg o dł. 115 m, tor w pełni oświetlony, zimą rynna jest ogrzewana. 18 stycznia 2013 r. na północnym stoku Dębowca oddano do użytku całoroczny Bielsko-Bialski Ośrodek Rekreacyjno-Narciarski „Dębowiec”. W skład Ośrodka wchodzą: kolej kanapowa o dł. 600 m, wyciąg zaczepowy dla dzieci o dł. 85 m, trasa do nauki jazdy na nartach, snowpark, ścianka wspinaczkowa, siłownia na świeżym powietrzu, plac zabaw dla dzieci, ścieżka dydaktyczna i parking na 110 samochodów. Trasa zjazdowa jest sztucznie naśnieżana oraz oświetlona.
Często polana pod Dębowcem, gdzie znajduje się schronisko, jest błędnie utożsamiana z samym szczytem, który znajduje się w odległości około 1 km od polany. Przez szczyt Dębowca prowadzi zielony szlak na Szyndzielnię.
Na skraju polany, tuż przy drodze prowadzącej wzdłuż toru saneczkowego, znajduje się duży głaz zwany „Kamieniem Seniora”. Głaz został ustawiony w 1864 r. w miejscu, gdzie sześć lat wcześniej (9 czerwca 1858 r.) zmarł nagle wieloletni, ceniony pastor bielski Józef Schimko. Tablica na głazie, pierwotnie w języku niemieckim, została odnowiona w 1993 r. z napisem polskim.

## Szlaki turystyczne
z Cygańskiego Lasu – dalej na Szyndzielnię
 z Olszówki Górnej – dalej przez Dylówki na Szyndzielnię